# Љубавна бољка
Љубавна бољка (енгл. Heartburn) америчка је драма из 1986. године.

## Радња
Филм почиње венчањем Керол и Тома, на коме је Рејчел међу гостима уочила Марка Формана, којег су Рејчелини пријатељи описали као колумнисту и окорелог нежењу. На пријему након церемоније, они се лично састају и заједно одлазе у кафић. Убрзо се венчавају, купују кућу у не баш задовољавајућем стању и почињу да реновирају кућу. Отприлике годину дана касније, Рејчел и Марк имају ћерку.
Неколико година касније, Рејчел, трудна са својим другим дететом, у посети фризеру, чује дијалог између два фризера о неверном мужу. Рејчел одмах одлази кући и претражује фиоке стола свог мужа. Проналазећи чекове из мотела и радњи, она оптужује Марка за неверство, скупља своје ствари и заједно са ћерком одлази код оца. Она се враћа свом старом послу писца хране са својим пријатељем и издавачем Ричардом, који је неузвраћено воли. Увече види халуцинације док човек из ТВ емисије прича о њеном животу. На групној терапији, разбојник упада у собу психолога (дебитантска улога Кевина Спејсија) и опљачка присутне, посебно украде Рејчел прстен - Марков поклон. Истог дана она упознаје самог Марка у граду и они одлучују да поново живе заједно. Увече, док гледа ТВ, поново је прогањају халуцинације.
Провалник је пронађен и прстен је враћен Рејчел. Одлази код златаре да поправи оштећени оквир. Док ради, јувелир помиње да је Марк овде купио огрлицу. Рејчел схвата да је муж поново вара и продаје прстен. Поново оставља Марка. Филм се завршава Рејчел и њено двоје деце у авиону који иде за Њујорк, где живи Рејчелин отац.

## Главне улоге
| Глумац              | Улога              |
| ------------------- | ------------------ |
| Мерил Стрип         | Рејчел Самстет     |
| Џек Николсон        | Марк Форман        |
| Стокард Ченинг      | Џули Сајгел        |
| Џеф Данијелс        | Ричард             |
| Милош Форман        | Дмитриј            |
| Стивен Хил          | Хари               |
| Кетрин О’Хара       | Бети               |
| Мејми Гамер         | Ени                |
| Ана Марија Хорсфорд | Дела               |
| Кевин Спејси        | разбојник          |
| Мерседес Рул        | Ив                 |
| Дејна Ајви          | говорник на свадби |